# Zhong Ding
König Zhōng Dīng (chinesisch 中丁; † um 1549 v. Chr.) herrschte als neunter oder zehnter König der Shang-Dynastie für 11 Jahre (nach einer anderen Quelle, 13 Jahre) über China. Er war der Sohn des Königs Tai Wu. Er hatte zwei Ehepartner Guǐ (chinesisch 癸) und Míng Jǐ (chinesisch 名己). 

## Leben
In den Aufzeichnungen des Großen Historikers wurde er von Sima Qian als zehnter Shang-König aufgeführt, als Nachfolger seines Vaters Tai Wu (太戊). Er wurde im Jahr Xinchou (chinesisch: 辛丑) inthronisiert. Er verlegte die Hauptstadt von Bó (chinesisch 亳) nach Áo (chinesisch 隞, in der heutigen Provinz Henan, China) im ersten Jahr seiner Herrschaft. Dies war der erste Umzug der Hauptstadt nach der Begründung der Shang-Dynastie. Im weiteren Verlauf der Shang-Dynastie zog die Hauptstadt mehrmals um. Ma, Zhibin gibt dafür vier Hauptgründe: 1. Flutkatastrophen, 2. man folgte den Viehherden, 3. Vermeidung allzu pompöser Hofhaltung und 4. Thronstreitigkeiten.
Im sechsten Jahr seiner Herrschaft griff er die Blauen Barbaren (蓝夷) an. Er regierte 11 Jahre lang (andere Quellen sagen 9 Jahre), bevor er starb. Er erhielt posthum den Namen Zhong Ding und wurde von seinem Bruder Wai Ren (外壬) abgelöst.
Orakelknocheninschriften, die in Yinxu ausgegraben wurden, berichten alternativ, dass er der neunte Shang-König war, der seinem Onkel Yong Ji (雍己) folgte, den posthumen Namen Sanzu Ding (三祖丁) erhielt und von seinem Bruder Bu Ren abgelöst wurde.
Nach der Ära von Zhong Ding fing die königliche Familie oft an, über die Thronerben zu streiten, und die Vorschrift „Älterer Bruder-König tot, kröne seinen jüngeren Bruder“ wurde aufgegeben.